# Hugo Liisberg

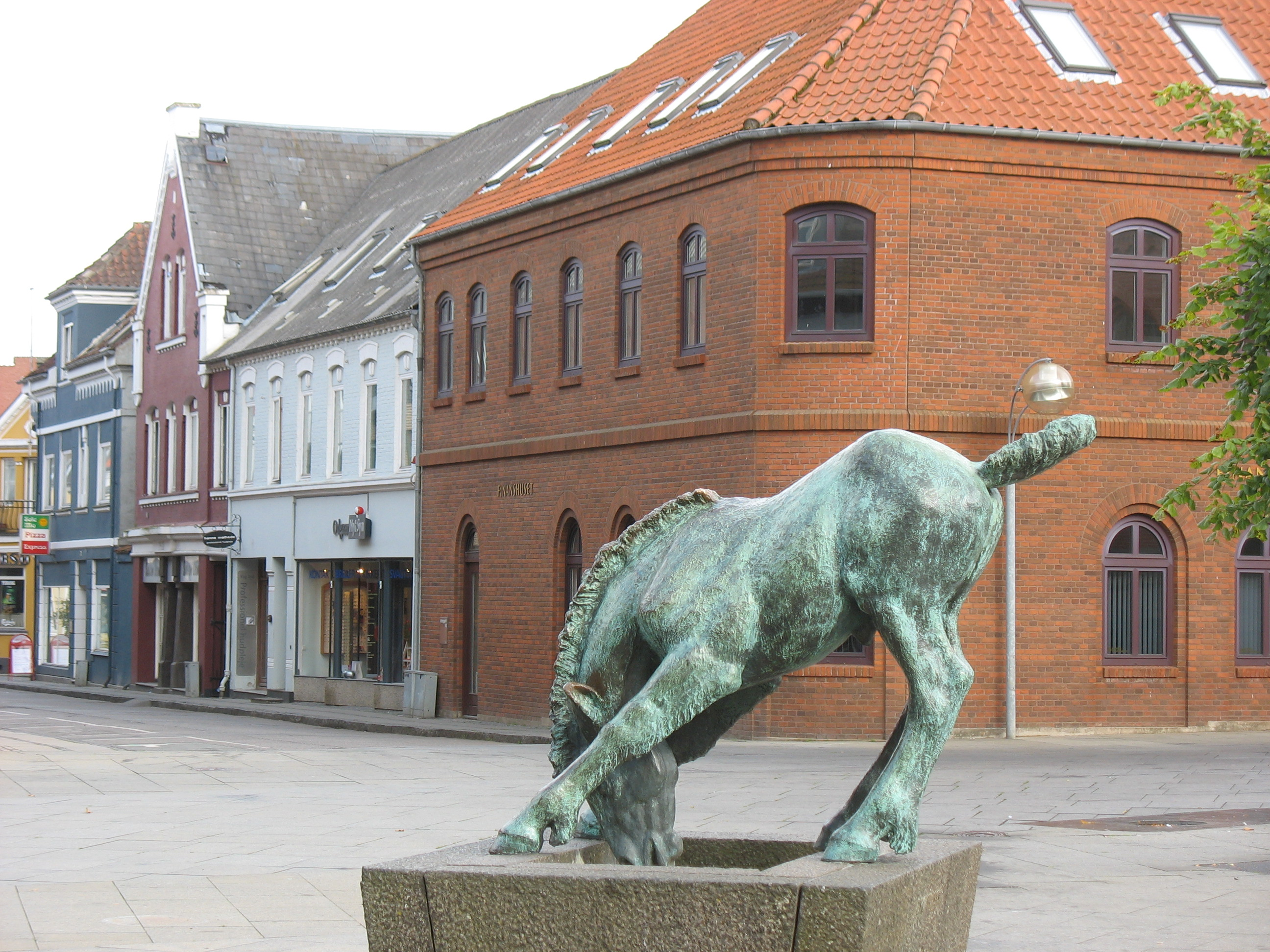
Drikkende hest, Kirketorvet, Nykøbing Mors

Carl Hugo Liisberg, född 23 juli 1896 i Köpenhamn, död  12 april 1958 i Hillerød, var en dansk skulptör och keramiker.
Han var son till skulptören Carl Frederik Liisberg och Amalia Möllenborg samt från 1927 gift med Inger Paulsen som var dotter till konstnären Julius Paulsen. Liisberg började som lärling vid Den Kongelige Porcelænsfabrik i Köpenhamn 1913 och var där under en kort period elev till Kai Nielsen. Efter att han slutade vid porcelænsfabriken 1915 bedrev han först självstudier innan han anställdes vid  porcelænsfabriken 1918 där han arbetade fram till 1921. Han reste till Paris och studerade vid Antoine Bourdelles konstskola 1920. Under sitt parisår bedrev han omfattande självstudier på museerna i Paris. Som bildhuggare var han huvudsakligen autodidakt och hade redan i sin uppväxt lärt sig att modellera. Han tilldelades danska konstakademiens guldmedalj 1927 och ett flertal resestipendier som han använde för studieresor till Frankrike och Italien 1920-1921 samt Grekland och Italien 1932 dessutom tilldelades han Eckersbergmedaljen 1942. Liisberg genomförde ett stort antal utställningar i Danmark och medverkade i konsthantverksutställningar i USA och England samt utställningen Nordisk konst som visades i Stockholm 1947 och utställningen Måleri och skulptur i Örnsköldsvik 1950. Separat ställde han bland annat ut på Thurestams konstgalleri i Stockholm 1949 samt i Nyköping och Sandviken 1950. Liisberg är rikt representerad med skulpturer och reliefer utförda i brons, sten och cement på flera offentliga platser i Danmark. I Sverige har han huvudsakligen visat fram sitt stengods. Han var en av sin tids skickligaste keramiker i Danmark och utförde ett stort antal djurskulpturer i stengods. Under en period modellerade han av de flesta djuren i Köpenhamns Zoologisk have. Han var ansluten till konstnärsgrupperna Grønningen och Fynboerne samt inledde 1930 ett samarbete med Nathalie Krebs vid framställandet av sina mindre glaserade keramikföremål. Liisberg är i Sverige representerad med en fontänskulptur i Göteborg.[källa behövs] Liisberg är representerad vid bland annat Vejen Kunstmuseum, Museum Sønderjylland, Trapholt, Statens Museum for Kunst, KØS - Museum for kunst i det offentlige rum, ARoS Aarhus Kunstmuseum och Esbjerg Kunstmuseum. 